# Візантійсько-венеційський договір (1390)
Візантійсько-венеційський договір 1390 року — угода між Візантійською імперією та Венеційською республікою, яка поновлювала перемир'я між двома державами та венеційські торгові привілеї у Візантійській імперії.

## Опис
Договір був підписаний під час короткого правління Іоанна VII Палеолога, після чотирнадцяти років безрезультатних переговорів щодо поновлення попереднього договору. Він також уточнив борги візантійських імператорів перед Венецією:
- 17 163 гіперпіронів — як відшкодування збитків венеційським купцям, які мають бути сплачені п'ятьма щорічними платежами;
- 30 000 золотих дукатів з відсотками — за коронні коштовності, закладені під час громадянської війни у Візантії 1341—1347 років;
- 5000 дукатів — позичених Венеційською республікою Іоанну V Палеологу в 1352 р[2].

Договір став основою для всіх наступних венеційсько-візантійських договорів, поновлюваних майже дослівно в 1406, 1412, 1418, 1423, 1431, 1436, 1442 і, нарешті, в 1447 році.